# Rio Mzymta
O rio Mzymta (em russo:  Мзы́мта, em ubykh:  Мдзымта, Mdzymta, em cabardiano:  Мдзымтэ, Mdzymte) é um rio do krai de Krasnodar, no Cáucaso Ocidental, sul da Rússia. Percorre o distrito de Adler do okrug urbano da cidade de Sochi.
Nasce nas vertentes meridionais do Cáucaso Ocidental, aos 2980 m de altitude, dos lagos Mali Kardyvach e Kardyvach. Gera as cataratas Izumrud. Forma um desfiladeiro ao atravessar a cordilheira Aibga-Achiskho, por baixo da qual forma as gargantas de Akhtsu e a de Ajshtyr.

## Galeria

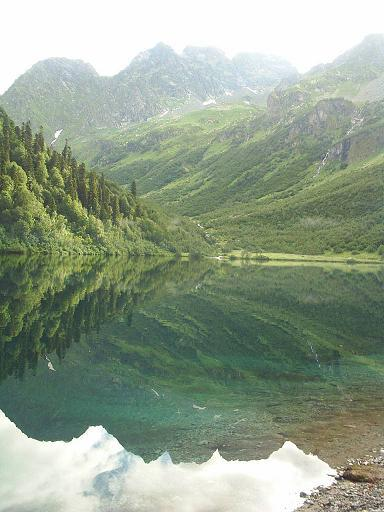
Lago Kardyvach, onde se considera que nasce o rio.
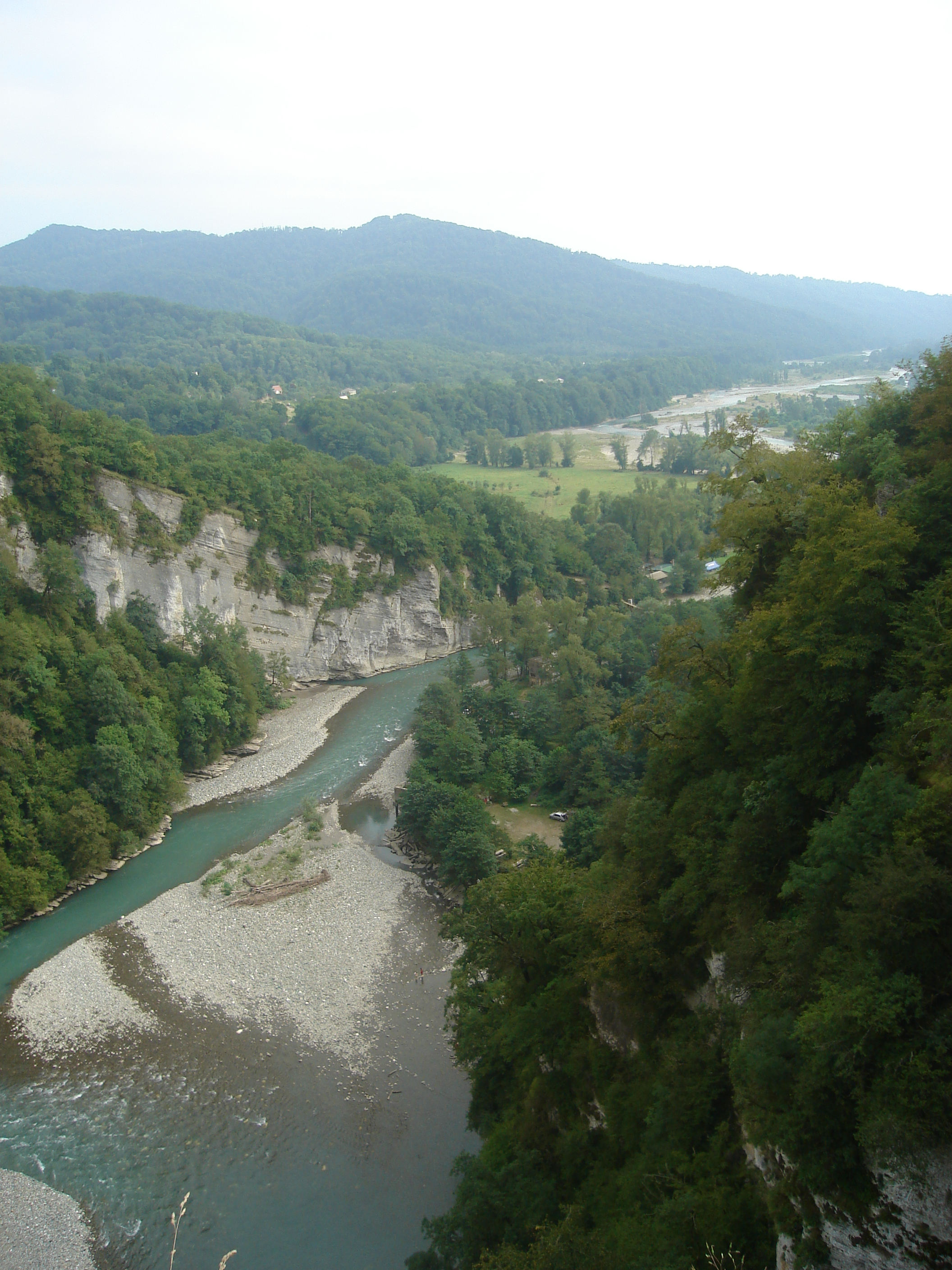
Vista do rio na garganta de Ajshtyr.
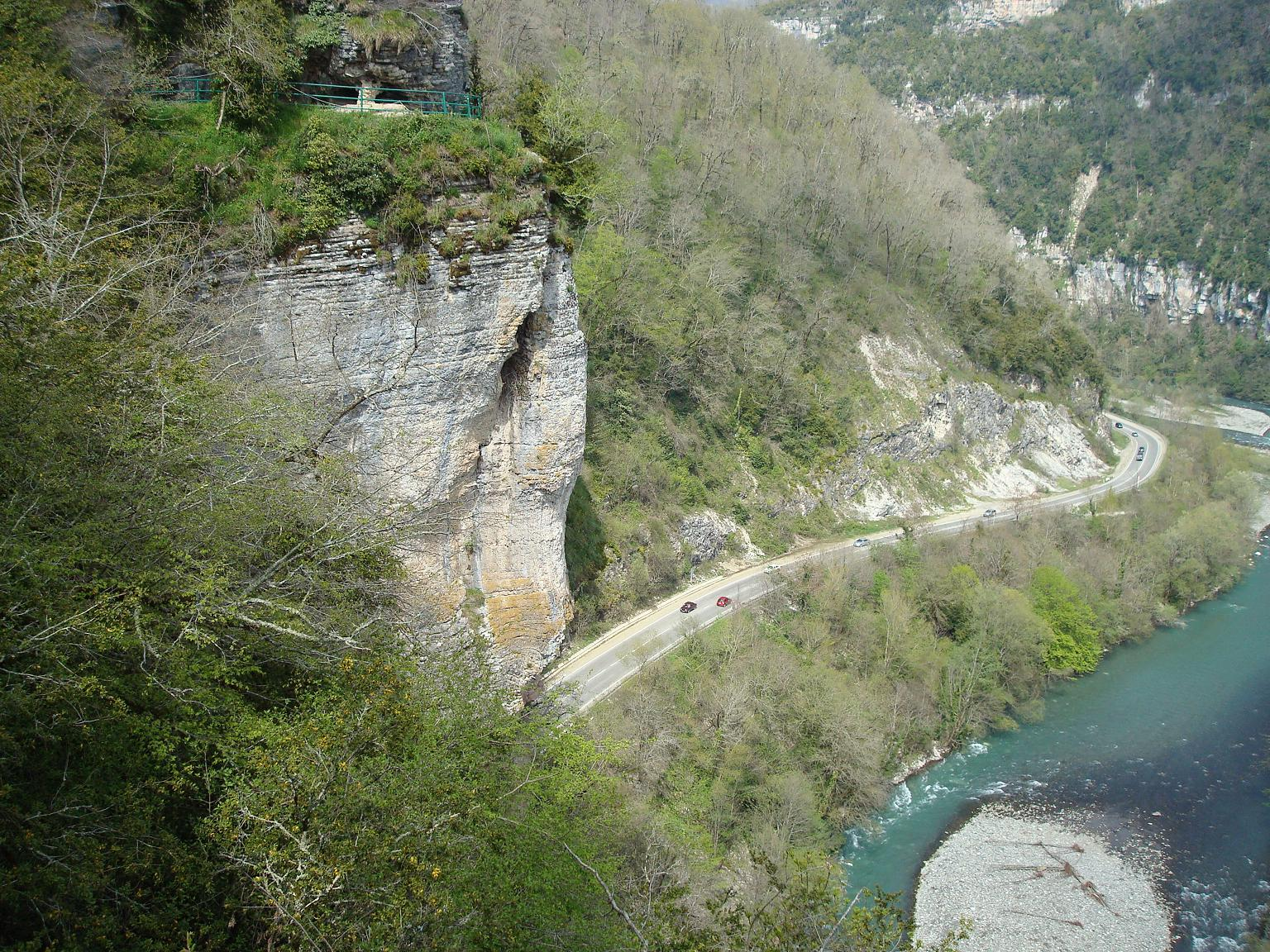
Garganta de Akhtsu
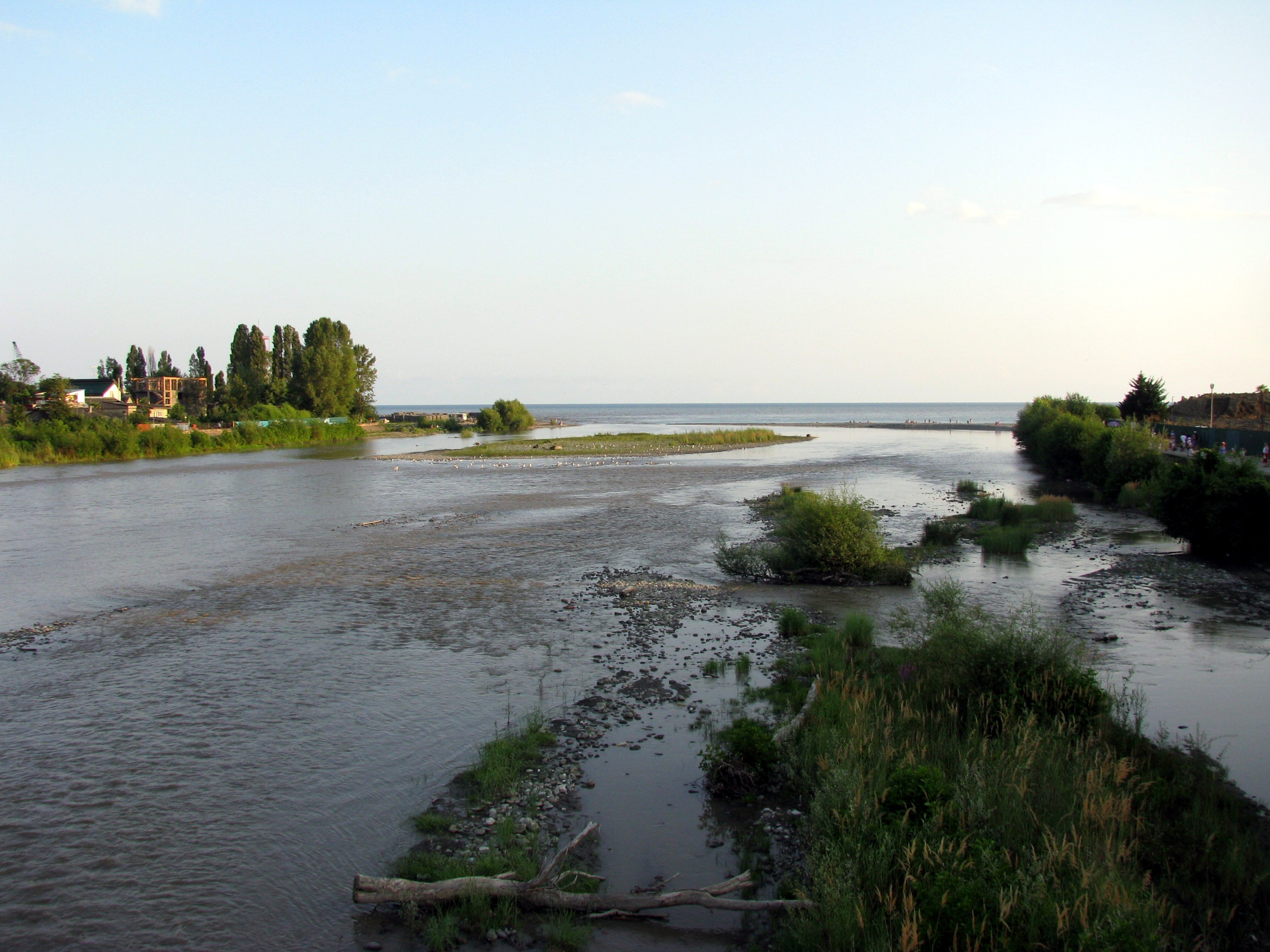
Foz no mar Negro em Adler.